# 1934년 이탈리아 총선
1934년 이탈리아 총선은 1934년 3월 26일 파시스트 치하 이탈리아에서 치러진 총선이다. 당시 이탈리아는 일당제 국가로 국가 파시스트당(PNF)이 유일 합법 정당이었다.
1928년 대의회와 상원에서 통과된 의회개혁법에 따라 정당 지지에 대한 가부를 묻는 국민투표의 성격으로 실시되었으며, 공식 국가기관으로 거듭난 국가 파시스트당의 대평의회는 유권자에게 찬반을 묻는 단일정당 후보명부를 결정할 권한을 지니게 되었다. 대평의회가 제출한 후보명부는 전체 유권자의 99.84%이 최종 찬성하였다. 베니토 무솔리니는 국민의 압도적인 찬성을 두고 "파시즘에 대한 두번째 국민투표"로 칭하였다.
이 선거는 파시스트 통치 하에서 치러진 마지막 선거였다. 1939년 이탈리아 대의회는 속간과 법인 의회로 대체되었으며, 그 의원은 선출되지 않고 당 기관이 지명하였다.

## 배경
1929년 바티칸과 정교협약이 체결되면서 이탈리아국과 교황 사이의 수십 년간의 갈등이 종식되었다. 이는 1870년 이탈리아 통일로 사보이아가가 교황령을 점령한 지 60년 만의 일로, 라테라노 조약 체결을 통해 이탈리아국은 마침내 가톨릭교회의 승인을 받고, 이탈리아국은 바티칸 시국의 독립을 승인하였다. 라테라노 조약은 종교계 지도층으로부터 큰 호응을 얻어 교황 비오 11세는 무솔리니를 "섭리를 따르는 사람"이라고 극찬했다.
1930년대 무솔리니는 지역별 무장 파시스트 민병대인 '검은 셔츠단' (MVSN)을 이끌며, 도농지역의 저항 세력을 처단하고 국가 지원을 공식적으로 받는 비밀경찰 제도인 OVRA를 설립하였다. 이를 통해 무솔리니는 권력 쟁취를 유지하고 경쟁자의 출현을 차단하는 데 성공했다.
한편 독일에서 아돌프 히틀러가 집권하여 오스트리아와 다뉴브 지역의 이탈리아 영향력을 위협하게 되자, 1933년 무솔리니는 영국, 프랑스, 독일과의 4국 협정을 제안했다. 1934년 7월 25일에는 오스트리아의 독재 엥겔베르트 돌푸스 총리가 나치 세력에 암살되자, 무솔리니는 독일의 오스트리아 침공 시 독일에 선전포고를 하겠다고 위협하기도 했다. 무솔리니는 한동안 독일의 안슐루스 정책에 강경 반대하였으며, 1935년 독일을 겨냥해 스트레사 전선을 꾸리기도 하였으나 얼마 가지는 못했다.

## 선거 제도

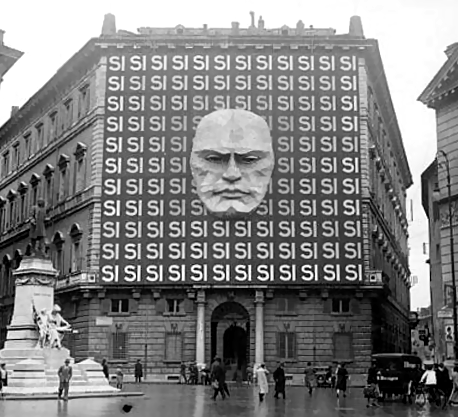
1934년 수도 로마 브라스키 궁전의 파사드에 무솔리니의 얼굴과 "SI"(찬성)라는 단어가 반복되어 새겨진 모습.

1929년 총선과 마찬가지로 남성 보통선거권은 노동조합이나 단체 회원, 군인, 성직자로 한정되었으며, 전체 유권자는 950만 명에 불과하였다.
1929년 총선은 국민투표 형태로 진행되었으며, 유권자는 파시즘 대평의회가 지명한 후보명부에 대해 찬반 의사를 투표할 수 있었다. 유권자에게는 두 장의 동일한 크기의 용지가 주어졌는데, 겉은 하얗고 안에는 "국가 파시즘 평의회가 지명한 의원 명부에 찬성합니까?"라는 문구가 적혀 있었다. '찬성'표에는 이탈리아의 삼색기와 파스케스가 그려져 있고, '반대'표는 아무런 상징이 없는 하얀 종이에 불과했다.
유권자는 두 장의 투표 용지를 모두 받아서 투표 부스 안에서 둘 중 하나를 선택하고 다른 하나는 버렸다. 그런 다음 그는 선택한 용지를 접어서 봉인되었는지 확인하기 위해 선거 관계자에게 제출했다. 이 과정은 오늘날의 시선에서는 자유롭고 공정한 선거로 평가되지는 않는다.
더욱이 반대표가 우세를 점했을 경우 다른 선거명부로 재선거를 치른다는 방침이었다.

## 결과
|  | 99.84% |

|  | 0.15% |